# Molay (Jura)
Molay település Franciaországban, Jura megyében. Lakosainak száma 506 fő (2022. január 1.). Molay Tavaux, Champdivers, Gevry, Parcey és Rahon községekkel határos.

## Népesség
A település népességének változása:
| Lakosok száma | 412  | 529  | 525  | 475  | 510  | 505  | 501  | 506  | 506  | 506  |
|               | 1968 | 1982 | 1990 | 2006 | 2013 | 2015 | 2017 | 2019 | 2020 | 2022 |